# Vollenhovia pedestris
Vollenhovia pedestris é uma espécie de formiga do gênero Vollenhovia, pertencente à subfamília Myrmicinae.